# حد فارس (رخية)
'

تعديل مصدري - تعديل

حد فارس هي إحدى قرى عزلة رخية بمديرية رخية التابعة لمحافظة حضرموت، بلغ تعداد سكانها 5 نسمة حسب تعداد اليمن لعام 2004.